# Still Loving You
Still Loving You – ballada rockowa niemieckiego zespołu Scorpions wydana w 1984 roku jako singel promujący album Love at First Sting. Muzykę do utworu skomponował Rudolf Schenker, a słowa napisał Klaus Meine. Teledysk do piosenki, wyreżyserowany przez Harta Perry’ego, został nagrany w lipcu 1984 roku.
We Francji singel sprzedał się w liczbie 1,1 miliona kopii, osiągając status platynowej płyty, natomiast na liście Billboard Hot 100 znalazł się na 64 miejscu. Według Schenkera piosenka opowiada historię o kochankach, którzy uświadomili sobie, że może nastąpić koniec ich romansu, ale próbują od początku.
Utwór w zmienionych wersjach pojawił się także na innych albumach Scorpions: Still Loving You (1992), Moment of Glory (2000, wraz z Berliner Philharmoniker) oraz Acoustica (2001).

## Twórcy
- Klaus Meine – wokal
- Rudolf Schenker – gitara
- Matthias Jabs – gitara
- Herman Rarebell – perkusja
- Francis Buchholz – gitara basowa